# Undefined Connectivity
Undefined Connectivity è il terzo album in studio del musicista statunitense KJ Sawka, pubblicato il 27 gennaio 2009 dalla Beat My Drum Recordings.

## Tracce
1. New Life – 6:11
2. My Girl – 5:45
3. Airplane Girl – 4:49
4. Void of Truth – 5:31
5. Chasing Lions – 7:10

Undefined Connectivity Remixed
1. My Girl (Jake Benson Remix) – 3:39
2. My Girl (Selfsimilar Remix) – 6:50
3. My Girl (Andrew Kirchner & Soren LaRue Gemini Mix) – 7:36
4. New Life (A Sides Remix) – 4:57
5. My Girl (KJ Sawka Turn It On Remix) – 5:31
6. New Life (Selfsimilar Remix) – 6:23
7. My Girl (Andrew Kirchner & Soren LaRue Epic Mix) – 9:31

## Formazione
- Kevin Sawka – batteria, programmazione, tastiera, basso, voce (traccia 2), arrangiamenti

Altri musicisti
- Christa Wells – voce (traccia 1)

Produzione
- Kevin Sawka – produzione, registrazione, missaggio
- Jason Camiolo – co-produzione (traccia 5)
- Jonathan Plum – ingegneria
- Ryan Foster – mastering